# Анна Караманли
Анна Арадиу Караманли (на гръцки: Άννα Αρκαδίου Καραμανλή) е гръцка спортистка, журналистка и политик от Нова демокрация, депутат в Гръцкия парламент от 2012 година.

## Биография

### Спортна кариера
Родена е в 1965 година в Солун. Става лекоатлетка в Арис Солун, като специализир скока на дължина и е член на националния отбор. Отличава се на Балканските игри в 1985 година и става първа в Женското всегръцко атлетическо първенство в 1985 година. Също така се състезава в Средиземноморските игри и в Европейските игри, но спира спортната си кариера след раждането на първото си дете.

### Журналистическа кариера
По време на спортната си кариера Караманли получава диплома по физическо образование и спортни науки от Солунския университет и учи журнализъм в Училище „Бона“. В 1991 година става спортна журналистка в Гръцката държавна корпорация за радио и телевизия (ЕРТ), като води „Едно време на стадиона“ по ERT 3. От 1994 до 2009 година Караманли е главен редактор на спортните новини на ERT и водеща на новинарския блок от 1995 до 2012 година. Също така е първата жена водещ на Атлетическа неделя от 2001 до 2009 година.

### Политическа кариера
Караманли влиза в политиката в 2006 година като член на Нова демокрация. От 2006 до 2010 година е съветник в номово събрание. След закриването на номите е заместник регионален съветник в Западна Атика. Става членка на политическата комисия на Нова демокрация в 2007 година.
В май 2012 година е избирана за депутат от Избирателен район Атина II. Запазва депутатското си място и на изборите през юни 2012 година, януари 2015 година и септември 2015 година. След като избирателният ѝ район е разделен, в 2019 година е избрана от Избирателен район Атина В III.
През септември 2014 година Карамнли привлича медийното внимание с реч в парламента, в която заявява на финансовия министър Гикас Хардувелис, член на правителството на Нова демокрация, „да ходи са се ебе“.

## Личен живот
Караманли е женена за баскетболиста Михалис Роминидис, с когото се запознава в Арис Солун. Имат две деца, Стратис (роден в 1991) и Елисавет (родена в 2001). Тя няма роднинска връзка с видното гръцко политическо семейство Караманлис.